# Dracula cochliops
Dracula cochliops é uma espécie de orquídea epífita de crescimento cespitoso cujo gênero é proximamente relacionado às Masdevallia, parte da tribo Pleurothallidinae. Esta espécie é originária do sudoeste da Colômbia, onde habita florestas úmidas e nebulosas.
Pode ser diferenciada das espécies mais próximas por sua inflorescência ereta da mesma altura das pequenas folhas, com flores coloridas verrucosas, de pétalas protuberantes e comparativamente pequeno labelo.